# آیل سینت جورج (اوهایو)
آیل سینت جورج (به انگلیسی: Isle Saint George) یک منطقهٔ مسکونی در ایالات متحده آمریکا است که در شهرستان اتاوا، اوهایو واقع شده‌است.